# Cherry Hill
Pour l’article homonyme, voir Cherry Hill (Michigan).
Cherry Hill est une ville (township) du comté de Camden, au New Jersey, aux États-Unis. Elle comptait 71 045 habitants au recensement de 2010.

## Histoire
La commune se situe à l'est de Philadelphie, dans la grande banlieue. Elle est fondée le 25 février 1844. L'Interstate 295 (Delaware–New Jersey) passe dans le township.

## Personnalités
- Ali Larter, actrice
- Lauren Cohan, actrice

## Source
- (en) Cet article est partiellement ou en totalité issu de l’article de Wikipédia en anglais intitulé « Cherry Hill, New Jersey » (voir la liste des auteurs).